# Нестеров, Иван Фирсович
Иван Фирсович Нестеров (1904—1989) — старший лейтенант Рабоче-крестьянской Красной Армии, участник Великой Отечественной войны, Герой Советского Союза (1945).

## Биография
Иван Нестеров родился 7 июля 1904 года в деревне Толкачи (ныне — Шкловский район Могилёвской области Белоруссии). Учился в Московской горной академии, работал в различных организациях. В 1939—1940 годах проходил службу в Рабоче-крестьянской Красной Армии, участвовал в польском походе. В 1941 году Нестеров повторно был призван в армию. С того же года — на фронтах Великой Отечественной войны.
К декабрю 1944 года гвардии старший лейтенант Иван Нестеров был заместителем по политчасти командира батальона 311-го гвардейского стрелкового полка 108-й гвардейской стрелковой дивизии 46-й армии 2-го Украинского фронта. Отличился во время освобождения Венгрии. 4 декабря 1944 года Нестеров одним из первых переправился через Дунай в районе города Эрчи и принял активное участие в боях за захват и удержание пристани, отразив вместе с группой бойцов четыре немецкие контратаки.
Указом Президиума Верховного Совета СССР от 24 марта 1945 года гвардии старший лейтенант Иван Нестеров был удостоен высокого звания Героя Советского Союза с вручением ордена Ленина и медали «Золотая Звезда».
После окончания войны Нестеров был уволен в запас. Проживал и работал в городе Александрия Кировоградской области Украинской ССР, затем в городе Белая Церковь. Умер в 1989 году.
Был также награждён двумя орденами Отечественной войны 1-й степени, орденами Отечественной войны 2-й степени и Красной Звезды, рядом медалей.